# Three Imaginary Boys
Three Imaginary Boys - En español: Tres chicos imaginarios - es el álbum debut de la banda británica de rock The Cure, lanzado el 8 de mayo de 1979 por Fiction Records. Contiene el sencillo 10:15 Saturday Night, lanzado en junio de 1979.
A pesar de su éxito en el Reino Unido, no fue hasta 1980 cuando con el lanzamiento de una versión modificada del álbum que The Cure llegó a ser popular en los Estados Unidos. El álbum, lanzado en febrero de 1980 confeccionado con temas del Three Imaginary Boys y sencillos posteriores se lanzó como Boys Don't Cry.

## Grabación
Un hecho curioso acerca de este disco fue que contuvo la única canción en la historia de la banda no cantada por Robert Smith: la canción "Foxy Lady", versión del clásico de Jimi Hendrix fue interpretada por Michael Dempsey, el bajista original de la banda. La mencionada canción sólo era una prueba de sonido que no estaba prevista para la edición del álbum. La discográfica decidió incluirla en el último momento. A partir de entonces, el cantante se aseguró de recibir el control sobre el proceso creativo de cada disco de The Cure.[cita requerida]

## Contenido

### Temática
Three Imaginary Boys no tuvo ninguna temática central, algo que no sucedió en sus álbumes posteriores, aunque la colección de canciones se asemejaron por su sonido marcadamente post-punk y Gothic rock, de corta duración, letras desenfadadas y de estructura cíclica: normalidad-intento de rebeldía-y vuelta a la normalidad.[cita requerida]

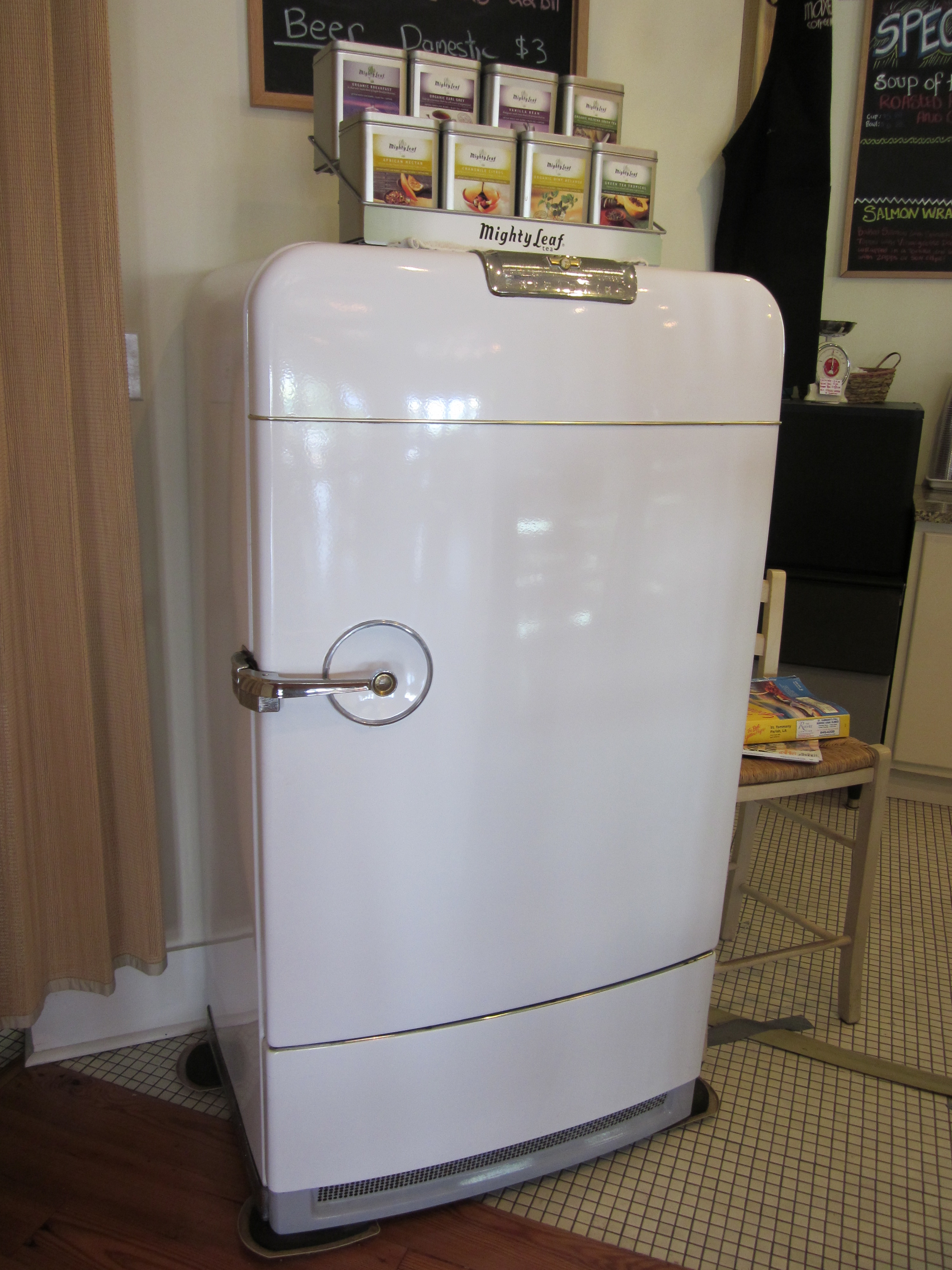
Nevera Hoover

Las canciones también tuvieron un poso de existencialismo y, en algunas de ellas ya se empezó a insinuar «el sonido Cure» que apareció en mayor medida en su siguiente trabajo Seventeen Seconds con Simon Gallup al bajo. [cita requerida]

### Portada
La foto de cubierta del álbum muestra tres objetos en un fondo rosa: Una nevera modelo Hoover, flanqueada a la izquierda por una lámpara nocturna encendida, y a la derecha por una aspiradora con bolsa. 
Así como en el caso de Foxy Lady, Fiction tomó la decisión de cambiar la portada del disco, sin consultarle previamente a Robert Smith. Smith estuvo disgustado por la decisión de Parry que calificó de «bolsa de mierda».

## Promoción
La gira de presentación del álbum estuvo dividida en tres etapas: la primera previa a su publicación, la segunda fue la gira promocional propiamente de Three Imaginary Boys tras su publicación, gira que no tuvo ningún título promocional. La tercera se desarrolló junto a Siouxsie And The Banshees, banda afín al grupo durante esa época titulada Join Hands Tour.
A finales de 1979, el grupo realizó otra gira titulada The Future Pastimes Tour, ya sin Michael Dempsey en The Cure, el cual fue reemplazado por Simon Gallup. Durante los shows de dicha gira se presentaron temas de su posterior disco Seventeen Seconds como «Play For Today», «M», «A Forest» o la misma «Seventeen Seconds».

## Recepción

### Crítica
Algunos críticos de la época los calificaron como «los paladines del existencialismo de la música rock».[cita requerida]
Pese a ese buen resultado, a Robert Smith no le agradó el sonido del álbum, por lo que nunca lo consideró su álbum debut, y en lugar de eso consideró como su auténtica revelación a Seventeen Seconds, frustrado por el sonido poco profesional, el escaso tiempo que tuvo la banda para la grabación del álbum y su inexperiencia en la producción, por lo que comenzó a volverse obsesivo con el trabajo de The Cure.

### Posición en las listas
| Lista de (1979) | Posición |
| --------------- | -------- |
| RU              | 44       |
| FRA             | 140      |
| NZ              | 37       |

### Remasterización de 2004
El álbum fue remasterizado y reeditado el 29 de noviembre de 2004, incluyendo un segundo disco con material extra no editado, y algunas canciones grabadas todavía como Easy Cure, con Porl Thompson. También se ha reeditado una versión monodisco, con el álbum original remasterizado.

## Listado de canciones

### Edición original 1979
Todas las canciones escritas y compuestas por The Cure, excepto donde se indica. 
| Edición original de 1979 |                                         |          |  |
| N.º                      | Título                                  | Duración |  |
| 1.                       | «10:15 Saturday Night»                  | 3:42     |  |
| 2.                       | «Accuracy»                              | 2:18     |  |
| 3.                       | «Grinding Halt»                         | 2:50     |  |
| 4.                       | «Another Day»                           | 3:43     |  |
| 5.                       | «Object»                                | 3:00     |  |
| 6.                       | «Subway Song»                           | 1:59     |  |
| 7.                       | «Foxy Lady*» (canción de Jimi Hendrix.) | 2:29     |  |
| 8.                       | «Meathook»                              | 2:18     |  |
| 9.                       | «So What»                               | 2:35     |  |
| 10.                      | «Fire In Cairo»                         | 3:21     |  |
| 11.                      | «It's Not You»                          | 2:52     |  |
| 12.                      | «Three Imaginary Boys»                  | 3:13     |  |
| 13.                      | «The Weedy Burton»                      | 1:04     |  |

| - Todas las canciones fueron escritas por The Cure: (Smith/Dempsey/Tolhurst). | - En la edición de 1979, se incluía la canción instrumental que no aparecía en la lista de canciones. Informalmente se conocía este tema como "The Weedy Burton". La edición 2004 ya incluye esta canción en la lista, haciendo por tanto oficial el nombre. |

### Edición remasterizada 2004
| Three Imaginary Boys - Edición Deluxe 2CD |                                                                            |          |  |
| N.º                                       | Título                                                                     | Duración |  |
| 1.                                        | «10:15 Saturday Night»                                                     | 3:42     |  |
| 2.                                        | «Accuracy»                                                                 | 2:18     |  |
| 3.                                        | «Grinding Halt»                                                            | 2:50     |  |
| 4.                                        | «Another Day»                                                              | 3:43     |  |
| 5.                                        | «Object»                                                                   | 3:00     |  |
| 6.                                        | «Subway Song»                                                              | 1:59     |  |
| 7.                                        | «Foxy Lady*» (canción de Jimi Hendrix - Interpretada por Michael Dempsey.) | 2:29     |  |
| 8.                                        | «Meathook»                                                                 | 2:18     |  |
| 9.                                        | «So What»                                                                  | 2:35     |  |
| 10.                                       | «Fire In Cairo»                                                            | 3:21     |  |
| 11.                                       | «It's Not You»                                                             | 2:52     |  |
| 12.                                       | «Three Imaginary Boys»                                                     | 3:13     |  |
| 13.                                       | «The Weedy Burton»                                                         | 1:04     |  |

| Rarezas 1977-79 | |          |  |
| N.º             | Título                                                                                              | Duración |  |
| 1.              | «I Want to Be Old (*)» (Easy Cure SAV demo inédita de estudio, 10/1977)                             | 2:36     |  |
| 2.              | «I'm Cold (*)» (Easy Cure SAV demo inédita de estudio, 11/1977)                                     | 3:21     |  |
| 3.              | «Heroin Face (*)» (Easy Cure versión en vivo en The Rocket, Crawley contenida en Curiosity 12/1977) | 2:40     |  |
| 4.              | «I Just Need Myself (*)» (Easy Cure PSL demo inédita de estudio, 1/1978)                            | 2:14     |  |
| 5.              | «10:15 Saturday Night» (Robert Smith demo casera, 2/1978)                                           | 4:36     |  |
| 6.              | «The Cocktail Party (*)» (demo inédita casera del grupo, 3/1978)                                    | 4:17     |  |
| 7.              | «Grinding Halt (*)» (demo inédita casera del grupo, 4/1978)                                         | 3:31     |  |
| 8.              | «Boys Don't Cry» (demo de estudio Chestnut contenida en Curiosity, 5/1978)                          | 2:45     |  |
| 9.              | «It's Not You» (demo de estudio Chestnut, 5/1978)                                                   | 3:16     |  |
| 10.             | «10:15 Saturday Night» (demo de estudio Chestnut, 5/1978)                                           | 3:41     |  |
| 11.             | «Fire in Cairo» (demo de estudio Chestnut, 5/1978)                                                  | 3:42     |  |
| 12.             | «Winter» (canción inédita de estudio descartada de 'TIB', 10/1978)                                  | 3:46     |  |
| 13.             | «Faded Smiles» (AKA "I Don't Know"; canción inédita de estudio descartada de 'TIB', 10/1978)        | 2:16     |  |
| 14.             | «Play with Me» (canción inédita de estudio descartada de 'TIB', 10/1978)                            | 3:30     |  |
| 15.             | «World War» (rareza compilada en las primeras copias de Boys Don't Cry)                             | 2:38     |  |
| 16.             | «Boys Don't Cry» (aparece compilada en Boys Don't Cry)                                              | 2:37     |  |
| 17.             | «Jumping Someone Else's Train» (aparece compilada en Boys Don't Cry)                                | 2:59     |  |
| 18.             | «Subway Song» (versión en vivo en Nottingham, 10/1979, canción contenida en Curiosity)              | 2:27     |  |
| 19.             | «Accuracy» (versión en vivo en Nottingham, 10/1979)                                                 | 2:36     |  |
| 20.             | «10:15 Saturday Night» (versión en vivo en Nottingham, 10/1979)                                     | 4:38     |  |

## Créditos
| The Cure - Robert Smith - (Líder) Guitarra, Voz , Armónica en «Subway Song» - Michael Dempsey - Bajo, Voz en «Foxy Lady» - Laurence Tolhurst - Batería Como Easy Cure - Porl Thompson - Guitarra | Producción - Producido por: Chris Parry - Grabado y mezclado en: Estudios Morgan (estudio 4), Wilesden (Londres) - Publicado por: Fiction Records - Ingeniero de sonido: Mike Hedges - Asistente: Mike Dutton - Ilustraciones: David Dragon, Connie Jude y B.Smith - Fotografía: Martyn Goddard y B.Smith - Diseño: Bill Smith - Agradecimientos: Mary Mary, Gary X, Doctors Weavers Rhys and Vomit, Mr.Ansell, Martin, Peasant, Porl, Graham, Upjohn, Bison Bison, Mitzi, Mr.Wrong, the Uncle, Lucienne, Alcohol, Crow, Flood, the lady on the telephone, Nelson, Steve Pete, Trudi and Paul (sigh! happy days!), Vernon, The Black Hat, John and Marg, Sandy, our old friend Rick, Brian, Bozo, Oddy, Simon, Janie, M.Morbid, Barry, all the Horleys, St.Woolfords, 10-12 radio 1, Bill Now, Rita and Alex, Jools, Nigel, Bill and Mary, Mauler, the Messiah, Hudson, Abigail, top 20, honest Andy and George, the Guru Gili and boy, fats, Charlotte, and all the boys that don't cry and all the girls. |